# Margaret Rose Keil
Margaret Rose Keil, née à Berlin le 7 juillet 1945, est une mannequin et actrice allemande naturalisée italienne. Elle est parfois créditée sous le nom de Margaret Keil, Margaret Rose ou encore Margareth Rose Keil.

## Biographie
Margaret Rose Keil arrive en Italie comme mannequin dès 1961, puis à Rome en 1962. Elle remporte le titre de Lady Europa au concours de beauté de Cortina d'Ampezzo d'août 1968.
Elle a sa période de notoriété en Italie dans les années 1960 comme interprète de romans-photo de la maison d'édition Lancio (it) et par des publicités pour l'apéritif Punt e Mes (it) (Carpano (it)), dont certaines sont diffusées au cours des séances télévisées Carosello,.
Sa filmographie recouvre une trentaine de films, principalement de série B : des films d'horreur, de science-fiction, des péplums, ou encore poliziottesco, western spaghetti, musicarello, sexploitation et comédie érotique italienne.
Sa carrière s'est prolongée jusque dans les années 1980.

## Filmographie
- 1961 : Les Trois Magnifiques (I magnifici tre), de Giorgio Simonelli : Juanita
- 1961 : Défense d'y toucher (La ragazza di mille mesi), de Steno
- 1962 : Totò la nuit (Totò di notte n. 1), de Mario Amendola : femme qui cherche un pousse-pousse
- 1962 : L'Île aux filles perdues (Le prigioniere dell'isola del diavolo), de Domenico Paolella : Rosy
- 1963 : Eva s'éveille à l'amour (That Kind of Girl), de Gerry O'Hara
- 1963 : Siciliani, sketch de Les filous font la loi (Gli imbroglioni), de Lucio Fulci
- 1964 : Un cœur plein et les poches vides (...e la donna creò l'uomo), de Camillo Mastrocinque : Giulia
- 1964 : Un Américain à Rome (Panic Button), de George Sherman et Giuliano Carnimeo : fille dans l'hôtel
- 1964 : Les Martiens ont douze mains (I marziani hanno 12 mani), de Castellano e Pipolo
- 1966 : Commissaire X dans les griffes du dragon d'or (Kommissar X - In den Klauen des goldenen Drachen), de Gianfranco Parolini : Selena
- 1967 : Addio mamma (it), de Mario Amendola
- 1968 : La più bella coppia del mondo, de Camillo Mastrocinque : la Suédoise
- 1971 : Le Retour du gladiateur le plus fort du monde (Il ritorno del gladiatore più forte del mondo), de Bitto Albertini : sœur de Caius Appius
- 1971 : Scandale à Rome (Roma bene), de Carlo Lizzani
- 1971 : I due pezzi da 90, d'Osvaldo Civirani : la monitrice de ski
- 1971 : Son nom est Sacramento (...e lo chiamarono Spirito Santo), de Roberto Mauri : Consuelo
- 1972 : Les Nouveaux Contes immoraux (Decameroticus), de Pier Giorgio Ferretti : Nardella
- 1972 : Le Décameron interdit (it) (Il Decamerone proibito), de Carlo Infascelli et Antonio Racioppi : Monna Beatrice
- 1972 : La Nonne et les Sept Pécheresses (Io monaca... per tre carogne e sette peccatrici), d'Ernst Ritter von Theumer : Gail
- 1972 : Les Mille et Une Nuits (it) (Le mille e una notte... e un'altra ancora!), d'Enrico Bomba : Kasal
- 1973 : Metti... che ti rompo il muso (it), de Giuseppe Vari : Mireille
- 1973 : La Vie érotique d'Hélène de Troie (Elena sì... ma di Troia), d'Alfonso Brescia : Clytemnestre
- 1973 : Quando i califfi avevano le corna, d'Amasi Damiani
- 1973 : Les Contes pervers (Novelle licenziose di vergini vogliose), de Joe D'Amato : Fioretta
- 1973 : Les Moines en folie (it) (Fra' Tazio da Velletri), de Romano Scandariato : Ginevra
- 1973 : L'Homme à la winchester d'or (Corte marziale) de Roberto Mauri
- 1973 : Le Baisodrome (Unterm Röckchen Stößt das Böckchen) d'Hubert Frank
- 1973 : Ton diable dans mon enfer (Metti lo diavolo tuo ne lo mio inferno), de Bitto Albertini : Amalasunta[5]
- 1974 : Zelda d'Alberto Cavallone
- 1975 : Evelyne (Ein echter Hausfrauenfreund), de Kurt Nachmann : Evelyne
- 1975 : La polizia brancola nel buio, d'Elio Palumbo : Enrichetta Blond
- 1975 : Scusi Eminenza... posso sposarmi? (it), de Salvatore Bugnatelli
- 1975 : La missione del mandrillo (it), de Guido Zurli
- 1980 : Febbre a 40!, de Marius Mattei
- 1980 : Arrivano i gatti, de Carlo Vanzina
- 1981 : StarCrash 2 : Les Évadés de la galaxie III (Giochi erotici nella terza galassia), de Bitto Albertini

## Romans-photo
Keil a posé dans 16 romans-photo de Lancio (it) entre 1968 et 1970, et à nouveau en 1977. Elle est protagoniste dans sept d'entre eux :
- La vita appesa a un filo
- Ombre sotto la luna (en-tête : Jacques Douglas)
- La vita appesa a un filo (Jacques Douglas)
- Si muore solo tre volte (en-tête : Lucky Martin)
- Brindisi per un assassinio (Lucky Martin)
- Quando si muore per amore
- Triangolo d'amore
- L'amore è ombra l'amore è luce